# Femme nue dans un paysage
Femme nue dans un paysage è un dipinto del pittore francese Pierre-Auguste Renoir, realizzato nel 1883 e conservato al Musée de l'Orangerie di Parigi.
L'opera fu dipinta due anni dopo che Renoir si recò in Italia. Fu un viaggio foriero di cambiamenti drastici nella sua pittura, suscitati dalla ricezione delle forme plasticamente definite della pittura pompeiana e del disegno classico di Raffaello. Unendo il ricordo di Raffaello con quello di Ingres, venerato sin dalla giovinezza, Renoir introdusse nella sua arte un gusto per le figure volumetricamente ben definite da un disegno sicuro. La Femme nue dans un paysage fu uno dei primi esiti di questo mutamento stilistico, che culminerà nel 1887 con la realizzazione delle Grandi bagnanti.
La Femme nue dans un paysage si rivolge infatti ai dettami dello stile cosiddetto aigre. A essere raffigurata, infatti, è una donna dalle forme opulenti, prorompenti di vitalità gioiosa: lei vive pienamente la sua fisicità, e in questo modo incarna la quintessenza della femminilità.  L'opera, nel suo complesso, rispetta fedelmente le prescrizioni dello stesso Renoir, il quale affermò: «a me piacciono le pitture che mi fanno desiderare [...] di carezzarle se rappresentano donne».